# Bālūjeh
Bālūjeh (persiska: بالوجه, Bāl Lūjah) är en ort i Iran.   Den ligger i provinsen Östazarbaijan, i den nordvästra delen av landet, 400 km nordväst om huvudstaden Teheran. Bālūjeh ligger 1 724 meter över havet och antalet invånare är 210.
Terrängen runt Bālūjeh är huvudsakligen kuperad, men åt sydväst är den platt.Runt Bālūjeh är det ganska glesbefolkat, med 40 invånare per kvadratkilometer. Närmaste större samhälle är Tark, 5,9 km sydost om Bālūjeh. Trakten runt Bālūjeh består i huvudsak av gräsmarker.